# Bluefield, Virginia
Bluefield är en kommun (town) i Tazewell County i Virginia. Vid 2010 års folkräkning hade Bluefield 5 444 invånare.